# Bellator 7
Bellator 7 foi um evento de MMA (artes marciais mistas) organizado pelo Bellator Fighting Championships, realizado no Aragon Ballroom, em Chicago, Illinois nos Estados Unidos no dia 15 de maio de 2009. Foi transmitido nacionalmente nos EUA através de VT (video-tape) na noite seguinte, sábado 16 de maio, através de um acordo de exclusividade com a ESPN Deportes.
O evento contou com as semi-finais do torneio dos meio médios. O evento também marcou a estréia do ex-peso pesado do UFC Eddie Sanchez. Todas as lutas foram disputadas sob as regras unificadas de MMA.